# Astragalorakel

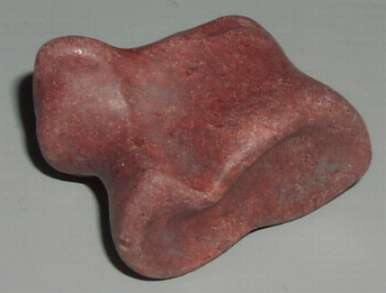
Steinerner Astragal

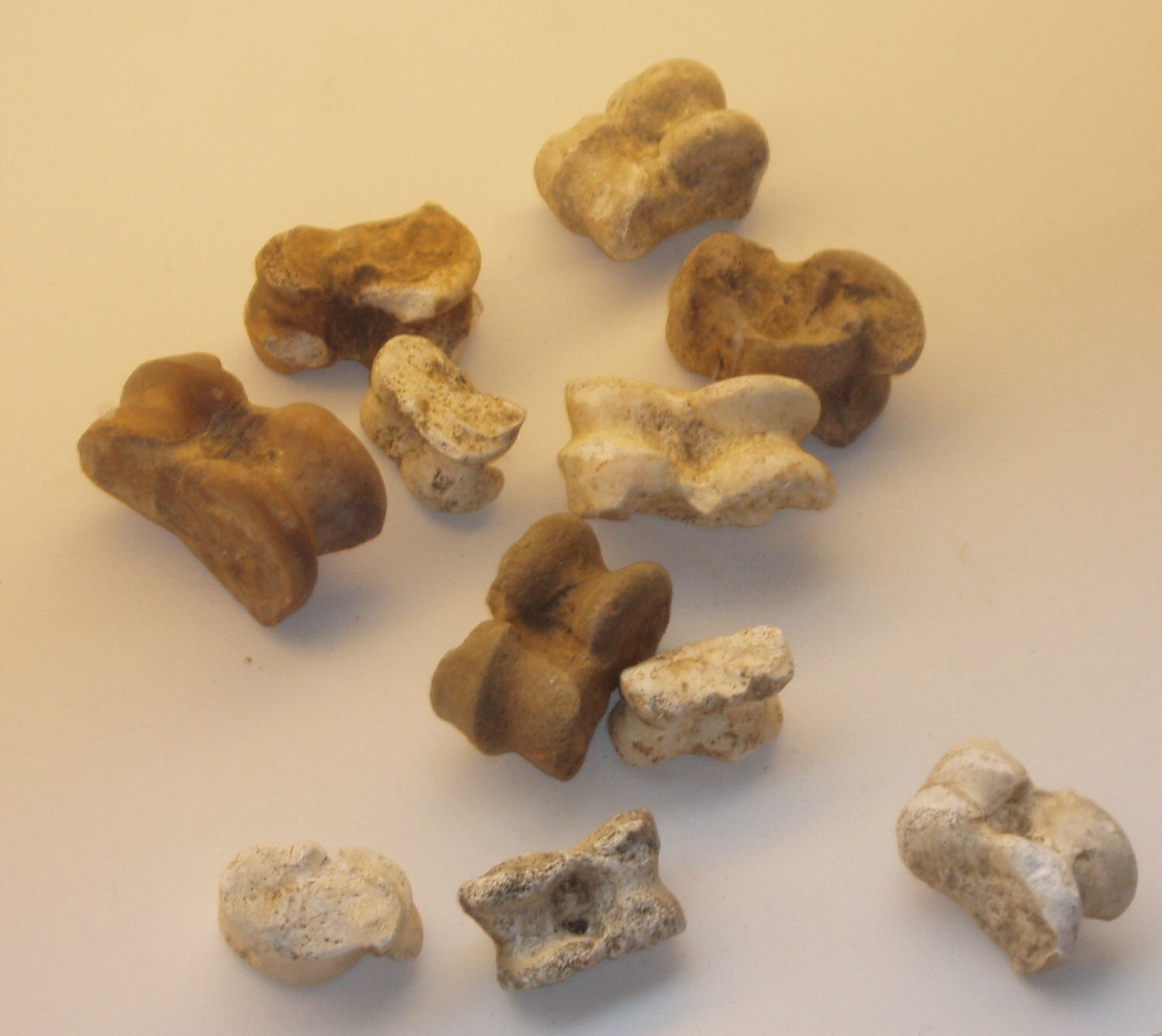
Astragaloi aus Cambodunum

Das Astragalorakel ist ein altes mantisches Verfahren zur Gewinnung von Orakelsprüchen durch mehrfaches Würfeln mit den quaderförmigen Sprunggelenkknöchelchen bestimmter Säugetiere (insbesondere Paarhufer wie Schwein, Ziege und Schaf). Bei den Griechen wurde dieser Knochen Astragal (altgriechisch ἀστράγαλος), bei den Römern Talus genannt (woher sich möglicherweise die Bezeichnung Talisman herleitet, da diese Knöchelchen auch als Glücksbringer mitgeführt wurden).
Der Beginn der Verwendung solcher Knöchelchen für Orakelzwecke lässt sich nicht genau bestimmen, ist aber sicherlich sehr alt, da Astragale bereits bei den Ägyptern bekannt waren.
Jeder der vier langen Seiten des quaderförmigen war ein Zahlenwert zugeordnet. Da die Seiten nicht gleichmäßig geformt sind, erscheinen die Seiten beim Wurf mit ungleicher Wahrscheinlichkeit. Die lateinischen Bezeichnungen der Seiten sind:
- supinum („rückwärts geneigte Fläche“, Zahlwert: 3)
- pronum („vorwärts geneigte Fläche“, Zahlwert: 4)
- planum („Ebene“, Zahlwert: 1)
- tortuosum („gekrümmte Fläche“, Zahlwert: 6)

Traditionell wurde das Orakel durch 5 Würfe bestimmt, wodurch sich eine Summe zwischen 5 (= "1,1,1,1,1") und 30 (= "6,6,6,6,6") ergab. Die Summenwerte 6 und 29 können dabei nicht auftreten, da der nächsthöhere nach 5 die 7 (= "1,1,1,1,3") und der nächstniedere nach 30 die 28 (= "4,6,6,6,6") ist.
Wurde nun nur der Summenwert betrachtet, so ergaben sich 24 mögliche Ergebnisse, die in umgekehrter Folge den Buchstaben des griechischen Alphabets zugeordnet wurden d. h. der 30 entsprach der erste Buchstabe Alpha, 28 entsprach Beta usw. Hatte man den geworfenen Zahlen nun einen Buchstaben zugeordnet, so wurde die Interpretation des griechischen Buchstabenorakels verwendet, die zu jedem Buchstaben einen Orakelspruch bot. Das Alpha, der höchste Wert, hatte den Spruch: Alles wirst du glücklich tun, das sagt der Gott.
Wird nicht nur die Summe der Zahlwerte betrachtet, sondern die Kombinationen der Zahlwerte unterschieden, d. h. "1,1,1,1,6" und "1,1,1,3,4" (beide mit Summe 10) werden unterschieden, so gibt es
{\displaystyle {\binom {4+5-1}{5}}=56}
mögliche Kombinationen. Jeder dieser Kombinationen wurde ein Orakelspruch zugeordnet. Die Listen dieser Orakelsprüche sind erhalten, da das Orakel offenbar derart populär war, dass die Listen in Stein gehauen und auf dem Marktplatz aufgestellt wurden. Oft trugen die Quader mit den Orakellisten  auch eine Statue des Hermes, des Schutzgottes dieser Orakel. Ein so erhaltener Orakelspruch lautet:
1,1,1,6,4 [Summe:] 13. Von Aphrodite fallen drei Einser, dann ein Sechser, als fünfter ein Vierer: Reise, wohin du willst! Froh wirst nämlich nach Hause du kommen, finden wirst du und tun, was du in deinem Herzen erwägst. Aber bete zu Aphrodite und dem Sohn der Maia [Hermes].
Das vor allem bei den Römern beliebte Glücksspiel, das mit vier Astragalen gespielt wird, heißt Astragaloi.